# Smedovac
Smedovac (izvirno srbsko Смедовац) je naselje v Srbiji, ki upravno spada pod Občino Negotin; slednja pa je del Borskega upravnega okraja.

## Demografija
V naselju živi 153 polnoletnih prebivalcev, pri čemer je njihova povprečna starost 59,3 let (56,5 pri moških in 62,0 pri ženskah). Naselje ima 70 gospodinjstev, pri čemer je povprečno število članov na gospodinjstvo 2,33.
To naselje je popolnoma srbsko (glede na rezultate popisa iz leta 2002), a v času zadnjih treh popisov je opazno zmanjšanje števila prebivalcev.
|  |

| Demografija | Demografija     | Demografija     |
| Leto        | Št. prebivalcev | Št. prebivalcev |
| ----------- | --------------- | --------------- |
|             |                 |                 |
|             |                 |                 |
|             |                 |                 |
|             |                 |                 |
| 1948        | 528             |                 |
| 1953        | 514             |                 |
| 1961        | 499             |                 |
| 1971        | 419             |                 |
| 1981        | 327             |                 |
| 1991        | 225             | 222             |
| 2002        | 163             | 163             |
|             |                 |                 |

| Etnična sestava po popisu iz leta 2002 | Etnična sestava po popisu iz leta 2002 | Etnična sestava po popisu iz leta 2002 | Etnična sestava po popisu iz leta 2002 | Etnična sestava po popisu iz leta 2002 |
| -------------------------------------- | -------------------------------------- | -------------------------------------- | -------------------------------------- | -------------------------------------- |
| Srbi                                   | Srbi                                   |                                        | 163                                    | 100,0%                                 |
| Neznano                                | Neznano                                |                                        | 0                                      | 0,0%                                   |